# Hole in My Heart (All the Way to China)
Hole in My Heart (All the Way to China) è un singolo della cantante statunitense Cyndi Lauper, pubblicato nel 1988 per il film da lei interpretato Il segreto della piramide d'oro (Vibes).

## Tracce
- 3"

1. Hole in My Heart (All the Way to China)
2. Boy Blue (Recorded live at Le Zénith)
3. Maybe He'll Know (Remixed by Phil Thornally)